# 760
Вижте пояснителната страница за други значения на 760.